# 賭底面
賭底面的意思，是一面在賭桌（賭枱）上依規賭博（賭枱面），一面就此作違規的槓桿式外圍投注（賭枱底／拖底／托底）。

## 運作原理
“底面”賭局通常出現在持牌娛樂場（賭場）裏的貴賓廳（賭廳）中：其合法的“枱面”部分之莊家一律是博彩公司（荷官（莊荷）、撲克牌和賭桌均屬於它），比起處於無牌場所，賭客在這種地方較少擔心遇上物理作弊（出千）者；其非法的“枱底”部分之莊家則多數是“廳主”（博彩中介人）或外圍賭博集團。“賭枱底”勾當在澳門流行多年，也許在其葡國殖民地時代已是如此，至今仍未絕跡；因為各方的參與均屬自願，所以鮮有人舉報，而且靠的是口頭協議和祕密記賬，過程頗為隱蔽，故此執法者偵查起來困難重重；由於博彩公司與“廳主”和“疊碼仔”（博彩中介人合作人）是互惠互利的商業夥伴，況且主要受害者是政府（少收了税款），首者習慣消極對待次者和第三者的這類操作；某些“賭底面”罪案得以破獲的原因，是實行者同時觸犯這個行業的潛規則，詐騙了政府以外的持份者，於是惹來積極舉證。
主辦“賭枱底”業務的關鍵目的，是逃避政府徵收的税款和侵佔博彩公司的利潤分成（涉及複雜商業默契）；令不少“疊碼仔”踴躍協辦的誘因是他們能夠從中得到比率較高的金（碼佣）；有些賭客喜歡的，則是可以藉此無視“限紅”地作巨額下注，以及罔顧後果地借貸更多賭本來碰運氣。經營“賭枱底”風險甚高，而且一般涉及多類犯罪：既然瞞報賬目，資金的往來就必定包含清洗黑錢作業；其不受法例保護的本質，亦導致賴賬糾紛頻生，繼而引發暴力討債和起底勒索之類的衝突；若干猖狂商人為了集資做該種生意，會以派發可觀利息作招徠，邀請別人「存款」或「入股」，然而當此行業遇上災難，便容易形成首腦逃逸無蹤，苦主追討無門的困局。

## 對應法律
澳門特別行政區第20/2024號法律《打擊不法賭博犯罪法》由2025年3月1日起生效。